# Toonami (Latinoamérica)
Toonami es un bloque de programación compuesto por series animadas de acción y de anime que ofrece el canal de televisión por suscripción Cartoon Network en Latinoamérica, con base en el Toonami original creado en Estados Unidos en 1997.
En Latinoamérica se estrenó el 2 de diciembre de 2002 y sin previo aviso dejó de emitirse el 26 de marzo de 2007. El 18 de agosto de 2020, Crunchyroll anunció el regreso del bloque a Cartoon Network por medio de una asociación, comenzando a transmitirse el 31 de agosto de ese año, saliendo del aire el 30 de agosto de 2022.
En agosto de 2023, Warner Bros. Discovery Latin America anunció que el bloque regresaría como parte del nuevo canal de 24 horas de Adult Swim. Adult Swim se estrenó el 31 de octubre de 2023 en Latinoamérica.

## Historia

### Los primeros años (2002-2005)
Toonami se estrenó en los Estados Unidos el 17 de marzo de 1997, pero pasaron cinco años para su debut en Latinoamérica el 2 de diciembre de 2002. Al ser reemplazado el bloque de acción y aventura Talismán, que se emitió desde el 6 de marzo de 2000 hasta el 31 de marzo de 2001, se dio paso a una nueva generación de programas juveniles en la tarde, recopilando series ya disponibles en el canal como Pokémon, Dragon Ball Z, Gundam Wing, series de DC Comics, más el estreno de InuYasha. Con el tiempo se estrenaron series como Saint Seiya y Yu Yu Hakusho, así como también versiones contemporáneas de Cyborg 009 y Astro Boy.

Logo de Toonami usado desde 2002 hasta 2004.

Inicialmente, todos los feeds emitían el bloque de lunes a viernes de 17:00 a 19:00. Sin embargo, el feed Mexicano lo movió a la medianoche desde el lunes 6 de octubre de 2003 (emitiéndose ahora de 00:00 a 02:00), teóricamente debido a que algunas series no eran aptas para el horario de la tarde por su contenido en general no apto para menores de edad. A partir de diciembre de 2004, todos los feeds cambiaron a dicho horario; y posteriormente los programas del bloque se integraron a los sábados por la noche (de 23:00 a 3:00 hora de Argentina y México), pero tuvieron que ser removidos (incluyendo viernes) para el estreno de Adult Swim en América Latina, dejando la programación de Toonami con ocho horas semanales de transmisión.

### La nueva dirección del bloque (2005-2007)

Logo de Toonami usado desde 2005 hasta 2007.

Durante sus primeros tres años de transmisión, Toonami estaba dirigido a televidentes de todas las edades; sin embargo, a partir de marzo de 2006, su política cambió para incluir series para el público adulto, buenas razones para el cambio de horario a la medianoche y también para compensar la ausencia de acción en Adult Swim (cabe aclarar que, en las dos horas previas al bloque se transmitían series para todo público). Entre las series que formaron parte de esta línea, están aquellas que se rumoreaban para el antes mencionado bloque para adultos, pero no debutaron en su programación por la estrategia del canal de transmitir series japonesas para adultos de lunes a jueves y las series de comedia para adultos de viernes a domingo.
Asimismo, desde junio del mismo año, se incorporó un ciclo de películas de anime, tanto de historias autoconclusivas como derivadas de alguna serie. Fueron dos secciones de películas: Dragon Ball Theatricals, cuyo día de turno variaba según el mes, pero casi siempre era los miércoles, en la que se presentaban las películas y episodios especiales de Dragon Ball, ocupando el horario de dicha serie; la otra sección fue Toonami Movie, exhibida el último jueves de cada mes, donde se transmitían películas de otras series u originales, ocupando todo el espacio del bloque.
Otro nuevo elemento desde enero de 2007, fue la extensión de la programación de anime, esta vez seis horas de transmisión (las dos horas de Toonami, dos horas antes y después del horario de la franja), desde enero de 2007, con motivo de haber ampliado la lista de series.

### Primera Salida del aire (2007)
El 26 de marzo de 2007, el bloque salió del aire sin ningún aviso previo. Ese día el canal comenzó a emitir dos series estadounidenses, Ben 10 (en reemplazo de Los Caballeros del Zodiaco: Saga de Hades) y Robotboy (en reemplazo de Yu Yu Hakusho); además de este cambio, también se dejó de emitir películas a fin de mes. Aunque el nombre Toonami dejó de usarse a partir de ese día, la programación del bloque siguió normalmente por varias semanas.

### Animaction (2010-2011)
En su sustitución, en enero de 2010 se creó un bloque muy similar: Animaction, que se emitía los miércoles por la tarde. Este bloque transmitió tanto programación de acción como anime antes de ser eliminado en abril de 2011.

### Regreso de Toonami a Cartoon Network (2020-2022)
El 18 de agosto de 2020 a través del portal de noticias de Crunchyroll, se anunció el regreso de Toonami a las pantallas de Cartoon Network en Latinoamérica a partir del 31 de agosto a la medianoche. Finalmente, el regreso se dio dicho día, estrenando con las series Dragon Ball Super y Mob Psycho 100. El 9 de noviembre de 2020 se estrenó por el bloque Dr. Stone, luego de que terminara la repetición de Mob Psycho 100.

### Segunda salida del aire (2022)
A dos años del lanzamiento del bloque, Cartoon Network fijó en su programación que los horarios en los que se transmiten series dentro de Toonami, fueron reemplazados a partir del 31 de agosto de 2022 por Drama Total: La Guardería (Exceptuando en las señales para Argentina y México, donde se transmite El Mundo de Craig) a las 00:00 horas y Looney Tunes Cartoons a las 00:30 horas. Las últimas series transmitidas en el bloque fueron Laid-Back Camp y Radiant. La salida del bloque no significó el fin de la emisión de animación japonesa en los canales pertenecientes a WarnerMedia Latinoamérica, ya que en septiembre se estrenaron nuevos episodios de Bakugan, pertenecientes a la temporada Geogan Rising, en Cartoon Network, además de la presencia del bloque Wanimé que fue estrenado el 11 de abril de 2022 en Warner Channel y que, hasta la fecha de la segunda salida de Toonami, había emitido las series Dragon Ball Super, Dragon Ball Z Kai, Yashahime: Princess Half-Demon, Bleach, Death Note y Naruto, esta última estrenada en el canal el 1 de agosto de 2022 en las señales hispanohablantes, sin censura, con los temas de apertura y cierre originales, y tomas de doblaje inédito para las escenas que anteriormente habían sido recortadas por la distribuidora VIZ Media para su emisión en televisión y plataformas de streaming.

### Anuncio del lanzamiento de Toonami en Adult Swim y[アダルト スイム](2023-presente)
Después del segundo de regreso de Toonami a las pantallas de Cartoon Network y luego de meses desde su salida del aire, Warner Bros. Discovery anunció que el bloque se incorporaría al nuevo canal de Adult Swim, que será lanzado el 31 de octubre de 2023; los primeros animes emitidos en el canal fueron Death Note, Dragon Ball Z, Naruto y Yashahime: Princess Half Demon, posteriormente se incluirían los animes Dragon Ball Super y One Piece a su alineación. Sin embargo, la llegada del primero a la señal nunca se concretó.
A casi un año del lanzamiento del canal Adult Swim en América Latina, se hace notoria la ausencia del bloque Toonami, a pesar de que, durante sus primeros meses de emisión, el canal presentó una serie de bumps promocionales que sugerían el eventual regreso del emblemático segmento de animación japonesa, utilizando el hashtag #YaVieneToonami. Con el paso del tiempo, dichos bumps dejaron de transmitirse sin que se realizara un anuncio oficial sobre el estado del proyecto.
Desde octubre de 2024, Adult Swim ha comenzado a agrupar sus contenidos de anime bajo una nueva identidad visual, utilizando la marca [アダルト スイム], que corresponde a la transcripción al japonés de "[adult swim]". Asimismo, se han incorporado nuevos bumps característicos durante la emisión de anime en el canal, firmados con esta expresión japonesa, algunos de los cuales reutilizan material previamente asociado al hashtag #YaVieneToonami, ahora adaptado a este nuevo estilo visual, aunque toda mención a "Toonami", "T.O.M" o "SARA" ha sido eliminada.

## Controversias respecto a la emisión de anime
- El canal aplicó censura en su programación a series como Dragon Ball, Ranma ½, Samurai X, Yu Yu Hakusho y Sakura Wars; otras series estaban editadas por la compañía que las distribuía y no por el canal. En su regreso en 2020, el canal vuelve a aplicar censura en Dragon Ball Super (manteniendo la censura que tuvo en su transmisión original), Mob Psycho 100 y Dr. Stone.
- La serie Love Hina fue retirada del aire sin repetición al finalizar solo una vez.
- El retraso de series anunciadas por el canal, como ocurrió con Sakura Wars, que estaba pautada para el 18 de noviembre de 2004, pero fue retrasada por casi once meses para finalmente debutar en la madrugada del 13 de octubre del año siguiente; solo se emitieron 31 episodios antes de ser retirada del aire, de ahí otra espera de seis meses para el reestreno de la misma y el estreno de sus últimos 4 episodios. El segundo caso fue Dragon Ball, pautada para el 13 de abril de 2006, fue aplazada por un mes debido a la reposición de Captain Tsubasa Road to 2002. Casos como Ikkitousen y Gungrave, que fueron anunciados para emitirse por el bloque, nunca llegaron. Finalmente, ambas series se estrenaron en Adult Swim del canal I.Sat en 2008.
- La emisión de series sin concluir, como InuYasha (de la cual no fueron emitidos los últimos siete episodios, que por motivos desconocidos no fueron doblados en ese entonces).
- El 30 de agosto de 2021 se reveló que la razón por la que Dragon Ball Super fue quitado abruptamente de todos los feeds del canal el 23 de julio, fue debido a que recibieron una denuncia de parte del Ministerio de la provincia de Buenos Aires. La denuncia ha sido enviada a la Defensoría del Público de la Nación, tratándose de una escena del capítulo 91 de Dragon Ball Super que interpretan como "violencia simbólica" o sexual. Esto generó una gran preocupación tanto al canal como a la empresa matriz, Warner Bros. Discovery Americas. Después de la eliminación del programa, su espacio fue reemplazado con Captain Tsubasa el 26 de julio de 2021.[18]

## Series
Lista de series y películas transmitidas en el bloque en Latinoamérica:

### Cronología de las series emitidas

#### Cartoon Network(2002-2007, 2020-2022)
2002
- Pokémon (estrenada originalmente en 1999)
- Gundam Wing
- InuYasha
- Dragon Ball Z (estrenada originalmente en 1999 para Brasil y 2001 en el resto de América Latina)
- Dragon Ball GT (solo en Brasil)
- Sailor Moon (solo en Brasil)

2003
- Los Caballeros del Zodiaco
- Dragon Ball Z: La Saga de Majin Buu
- Street Fighter: la Serie Animada (estrenada originalmente en 2001)
- Liga de la Justicia (estrenada originalmente en 2002)
- Hombres X: Evolución (estrenada originalmente en 2001)

2004
- Star Wars: Guerras Clónicas (estrenada originalmente en 2003)
- Yū Yū Hakusho
- Cyborg 009: El Soldado Cyborg
- Captain Tsubasa Road to 2002
- Astro Boy (2003)
- Duel Masters
- Samurai X (estrenada originalmente en el 2001)

2005
- Transformers Energon
- Street Fighter II: Victory (estrenada originalmente en 2002)
- Sakura Wars
- Historias de Fantasmas
- Zoids Fuzors
- Samurai Jack (estrenada originalmente en 2002)
- Gundam Wing: El Vals Interminable (estrenada originalmente en 2002)
- Ragnarok (solo en Brasil)

2006
- Meteoro X (estrenada originalmente en 2003)
- El Ceniciento[7]
- Rave Master
- Love Hina
- Dragon Ball
- Trigun
- Ranma ½
- Samurai Champloo

2007
- Los Caballeros del Zodiaco: Hades, La Saga del Santuario

2020
- Dragon Ball Super (estrenada originalmente en 2017)
- Mob Psycho 100
- Dr. Stone

2021
- Radiant
- Captain Tsubasa (estrenada originalmente en 2018)

2022
- Keep Your Hands Off Eizouken!
- Laid-Back Camp

#### Adult Swim(2023-presente)
Emisión bajo la marca [アダルト スイム]:
2023
- Death Note
- Dragon Ball Z (estrenada originalmente en 2002)
- Housing Complex C
- Naruto (estrenada originalmente en 2007)
- Yashahime: Princess Half-Demon

2024
- FLCL Alternative
- FLCL Grunge
- FLCL Progressive
- FLCL Shoegaze
- Jojo's Bizarre Adventure
- Ninja Kamui
- One Piece
- Rick y Morty: El Anime
- Saint Seiya (estrenada originalmente en 2003)
- Uzumaki
- Luchadora Invencible

2025
- Dragon Ball Daima
- Boruto: Naruto Next Generations
- JoJo's Bizarre Adventure: Stardust Crusaders
- Lazarus
- Haikyū!!
- Blue Lock[20]
- JoJo's Bizarre Adventure: Diamond Is Unbreakable
- Black Clover

### Lista de las películas emitidas
- Chronicles of Riddick: Dark Fury
- Cowboy Bebop: Knockin' on Heaven's Door[21]
- Dragon Ball: El camino hacia el poder
- Dragon Ball: La leyenda de Shenlong
- Dragon Ball: La princesa durmiente del castillo embrujado
- Dragon Ball: Una Aventura Mística
- Dragon Ball Z: ¡¡Devuélvanme a mi Gohan!!
- Dragon Ball Z: El Ataque del Dragón
- Dragon Ball Z: El combate final
- Dragon Ball Z: El hombre más fuerte de este mundo
- Dragon Ball Z: El poder invencible
- Dragon Ball Z: El Regreso del Guerrero Legendario
- Dragon Ball Z: Goku es un Super Saiyajin
- Dragon Ball Z: La batalla de Freezer contra el padre de Goku
- Dragon Ball Z: La batalla más grande del mundo está por comenzar
- Dragon Ball Z: La fusión de Goku y Vegeta
- Dragon Ball Z: La Galaxia Corre Peligro
- Dragon Ball Z: La pelea de los tres Saiyajins
- Dragon Ball Z: Los Dos Guerreros del Futuro: Gohan y Trunks
- Dragon Ball Z: Los Guerreros más poderosos
- Dragon Ball Z: Los rivales más poderosos
- Memories
- Metrópolis
- Street Fighter II: The Animated Movie
- The Animatrix[21]
- Van Helsing: The London Assignment
- Yū Yū Hakusho: La Película - Los invasores del infierno